# Спиш

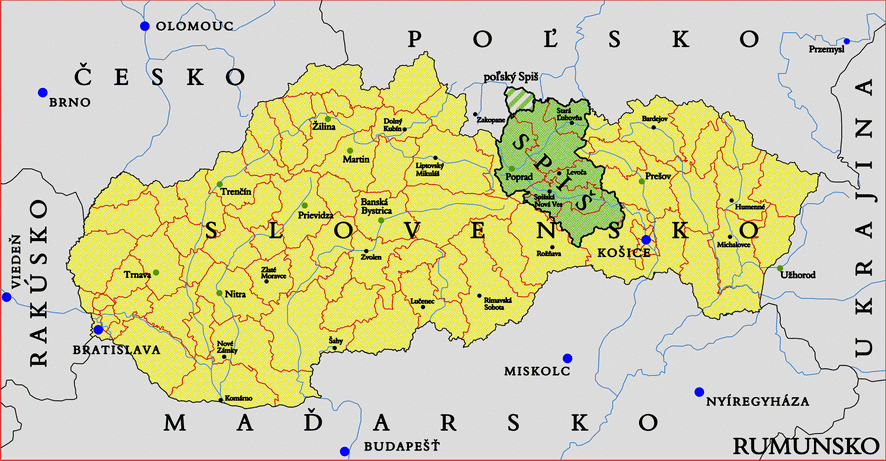
Географічне розташування

49°05′00″ пн. ш. 20°30′00″ сх. д. / 49.0833° пн. ш. 20.5° сх. д.
Спиш (словац. Spiš, нім. Zips, угор. Szepes; пол. Spisz) — історична область у північно-східній Словаччині (невелика частина її належить до Польщі), розташована в Центральних Карпатах і Західних Бескидах. Охоплює котловини гори Попраду і гори Гернаду, гірські масиви Списька Маґура і Левоцьких гір та невеликі частини Татр і Словацьких Рудних Гір.
- Площа бл. 3 700 км²
- Населення 255 000 меш. (1965).

Територію Спишу заселили пізно, спершу словаки з півдня, поляки з півночі, пізніше (XIII ст.) німці (спиські міста) і (XIII — XV ст.) волохи і лемки, які прийшли зі сходу. Спиш належав до Угорщини (частина у  XV — XVIII ст. до Польщі) і становив до 1919 року Списький комітат, тепер входить до складу Словаччини (Східна Словацька область) і Польщі. Русини заселюють північну і східну частини Спиша (Старо-Любовнянську округу) — частково суцільно (площа 230 км²), частково етнічними островами (найбільше на північному заході висунений острів — село Остурня). Число українців у Спиші близько 15 000, вони живуть майже винятково в селах і займаються хліборобством та розводять худобу; у селах на північному заході довгий час мав значення мандрівний промисел, зокрема дротярство.
У XII столітті столицею Списького комітата став Списький град, з XVI століття — Левоча. Найбільшим містом сучасного Спиша є Попрад.